# 田原啓吾
田原 啓吾（たはら けいご、1994年6月12日 - ）は、神奈川県横浜市瀬谷区出身の元プロ野球選手（投手）。

## 経歴

### プロ入り前
小学2年から野球を始める。瀬谷中時代は、横浜瀬谷ボーイズに所属しエースとしてチームを引っ張った。
幼少期からの憧れであった横浜高に進学すると、1年時の秋からベンチ入りする。2年時の春には、チームが第83回選抜高等学校野球大会に出場するが、自身は疲労から来る左手の神経マヒにより登録を外れた。2年時の夏は、投手だけでなく一塁手や外野手もこなす控えとして復帰し、1学年先輩の近藤健介や乙坂智ら共に第93回全国高等学校野球選手権大会に出場。3回戦の智辯学園高戦で9回表に5番手として登板し、打者1人を抑えた。
3年時の春は、第84回選抜高等学校野球大会に出場。ベスト8で関東第一高に2-4で敗れたが、3試合全てに3番・右翼手として出場した。3年時の夏は、神奈川県予選ベスト8で松井裕樹擁する桐光学園高に3-4で敗退したが、自身は背番号9ながら投手として5試合全てに登板した。同期には柳裕也、樋口龍之介がいる。
2012年9月末に、読売ジャイアンツ（巨人）の入団テストを受験した。このテストに合格したことから、2012年のプロ野球育成ドラフト会議で、巨人から1巡目で指名。育成選手として契約した。

### プロ入り後
2013年には、イースタン・リーグ公式戦1試合に登板したが、3回5失点という内容で敗戦投手になった。
2014年には、イースタン・リーグ公式戦2試合に登板。通算1イニングを投げただけで、シーズンを終えた。
2015年には、イースタン・リーグ公式戦5試合に登板。1勝1敗、防御率4.30を記録した。
2016年には、イースタン・リーグ公式戦15試合に登板。5勝1敗、防御率1.82という好成績を残した。しかし、支配下選手登録に至らないまま、10月2日に球団から戦力外通告を受けた。

### 巨人退団後
NPB他球団での現役続行を希望していることから、2016年11月12日には、阪神甲子園球場で開催の12球団合同トライアウトに参加。シートバッティングの対戦で、打者3人を相手に、1奪三振1被安打という結果を残した。

## 選手としての特徴・人物
140km/h前後のストレートと100km/hにも満たないスローカーブが武器。
強肩であり高校時代は外野手としてスタメン起用されるなど、強打の打撃も魅力である。
自身と同じ左腕投手で、育成選手として巨人に入団した山口鉄也を、目標の投手に挙げている。

## 詳細情報

### 年度別投手成績
- 一軍公式戦出場なし

### 背番号
- 002 （2013年 - 2016年）